# Tchédia (Sassoumbroum)
Tchédia (auch: Tchédiga) ist ein Dorf in der Landgemeinde Sassoumbroum in Niger.

## Geographie
Das von einem traditionellen Ortsvorsteher (chef traditionnel) geleitete Dorf befindet sich rund neun Kilometer östlich des Hauptorts Sassoumbroum der gleichnamigen Landgemeinde, die zum Departement Magaria in der Region Zinder gehört. Zu weiteren Siedlungen in der Umgebung von Tchédia zählen Saboua im Nordosten, Karam im Osten und Tounfafi im Südosten.
Tchédia ist Teil der Übergangszone zwischen Sahel und Sudan. Die durchschnittliche jährliche Niederschlagsmenge beträgt hier zwischen 400 und 500 mm. Beim Dorf erstreckt sich das 250 Hektar große Waldschutzgebiet Forêt classée de Tchédia. Die Unterschutzstellung erfolgte am 22. Dezember 1951. Der Wald ist in einem schlechten Zustand und weist nur noch teilweise baumbestandene Flächen auf.

## Bevölkerung
Bei der Volkszählung 2012 hatte Tchédia 1317 Einwohner, die in 222 Haushalten lebten. Bei der Volkszählung 2001 betrug die Einwohnerzahl 814 in 127 Haushalten und bei der Volkszählung 1988 belief sich die Einwohnerzahl auf 1318 in 230 Haushalten.
Die Bevölkerungsdichte in diesem Gebiet ist mit über 100 Einwohnern je Quadratkilometer hoch.

## Wirtschaft und Infrastruktur
Das Gebiet der Ebenen im Süden der Region Zinder, in dem Tchédia liegt, ist von einer anhaltenden Degradation der ackerbaulichen Flächen gekennzeichnet, die mit der hohen Bevölkerungsdichte in Zusammenhang steht. Es gibt eine Schule im Dorf.